# Tracey (Pokémon)
Tracey Sketchit (Japans: Kenji) is een personage uit de Pokémon-anime. Hij is een van de reizende vrienden van Ash Ketchum in Seizoen 2, gelegen in de Orange Islands. Hij bekijkt Pokémon, en is momenteel professor Oak's assistent. Zijn achternaam is een woordspeling, omdat hij Pokémon schetst. Hij heeft Marill, Venonat en Scyther in zijn team. Tracey vervangt Brock als primaire karakter in de Orange Islands seizoen, met gastoptredens in seizoenen 5, 8, en 9. De Nederlandse stem van Tracey werd ingesproken door Martin van den Ham.